# Taboão (Curitiba)
Taboão é um bairro da cidade brasileira de Curitiba, Paraná. O principal ponto de referência do bairro é o Parque Tanguá.

## Localização, história e demografia
Localizado na divisa da cidade de Curitiba com o município de Almirante Tamandaré, a antiga localidade chamada de São Casimiro do Taboão, transformou-se em um bairro com área total de 1,83 km² e 3.396 habitantes, conforme dados do censo de 2010, do IBGE.